# Mộng Lân (nhà Thanh)
Mộng Lân (tiếng Mãn: ᠮᡝᠩᠯᡳᠨ, Möllendorff: menglin, chữ Hán: 梦麟, 1728 – 1758), tên tự là Văn Tử, tự khác là Thụy Chiêm, người thị tộc Tây Lỗ Đặc, dân tộc Mông Cổ, thuộc Mông Cổ Chính Bạch kỳ, là quan viên, nhà thơ thời nhà Thanh. Trong quá trình sáng tác, Mộng Lân sử dụng các tên hiệu Tạ Sơn, Ngọ Đường, Ngẫu Đường, Hỷ Đường và Đại Cốc Sơn Nhân. Mộng Lân là người Mông Cổ đầu tiên làm quan khảo xét kỳ thi Hương của một tỉnh bên ngoài Bắc Kinh, và cũng là người Mông Cổ đầu tiên gia nhập Quân cơ xứ – cơ quan hạch tâm của chính quyền nhà Thanh .

## Sự nghiệp chính trị

### Quá trình thăng tiến
Cha Mộng Lân là Thượng thư Hiến Đức thời Ung Chính. Mộng Lân được sinh ra ở Thành Đô, trong thời gian Hiến Đức nhiệm chức Tứ Xuyên Tuần phủ. Lên 6 tuổi, Mộng Lân quay về Bắc Kinh cùng cha, khi Hiến Đức được nhận chức Công bộ Thượng thư.
Lên 17 tuổi, Mộng Lân trúng Cử nhân, sang năm trúng Tiến sĩ, được chọn làm Thứ cát sĩ thuộc Hàn Lâm viện; năm 21 tuổi, được thụ chức Kiểm thảo.
Năm Càn Long thứ 15 (1750), Mộng Lân được thăng làm Thị giảng Học sĩ, lại thăng làm Quốc tử giám Tế tửu, Đề đốc Hà Nam Học chính .
Năm thứ 16 (1751), được thụ chức Nội các Học sĩ .
Năm thứ 17 (1752), dân chúng huyện La Điền, tỉnh Hồ Bắc chiếm cứ trại Thiên Đường mưu khởi nghĩa, Mộng Lân cho rằng huyện Thương Thành, tỉnh Hà Nam gần La Điền, vội đến truy bắt, được triều đình khen ngợi. Mông Lân dâng sớ nói Thương Thành sông núi hiểm trở, xin thêm quân tuần xét, triều đình giao xuống cho Hà Nam Tuần phủ bàn bạc, vì thế được tăng thêm trăm lính trú thủ.
Năm thứ 18 (1753), Mộng Lân được thự chức Hộ bộ Thị lang, sung làm Giang Nam Hương thí khảo quan, sau đó chuyển sang làm Đề đốc Giang Tô Học chính.
Năm thứ 20 (1755), được thụ chức Công bộ Thị lang, trở về thì điều sang thự chức ở Binh bộ, kiêm Phó Đô thống Mông Cổ Tương Bạch kỳ.
Năm thứ 21 (1756), nhận mệnh làm Quân cơ xứ Học tập hành tẩu. Truyền thống gọi đại thần của Quân cơ xứ – nếu là người có tư lịch và danh vọng yếu kém – là “học tập hành tẩu”, bắt đầu từ Mộng Lân .

### Tham gia trị thủy
Năm ấy, Hoàng Hà vỡ đê ở Tôn Gia tập (nay thuộc khu Đồng Sơn). Năm thứ 22 (1757), Hà Đạo Tổng đốc Bạch Chung Sơn tâu xin khơi Kinh Sơn Kiều hà (nay thuộc Từ Châu), triều đình mệnh cho Mộng Lân đi khám; sau khi xét rõ, ông thúc giục khởi công; xong việc, báo công . Càn Long nam tuần duyệt công trình đê Hoàng Hà, cho rằng Lục Đường hà trở xuống chứa nước lụt, các huyện Đào Nguyên (nay là Tứ Dương), Túc Thiên (nay là khu Túc Dự), Thanh Hà (nay là khu Hoài Âm) trũng thấp nên bị ngập, lệnh cho Mộng Lân khám sửa. Sau đó Mộng Lân tâu: “Lục Đường hà trên nhận Lạc Mã hồ, đến Thanh Hà chia đôi dòng, từ các đập Vũ Chướng, Nghĩa Trạch rót vào Triều hà rồi ra biển, dài hơn 300 dặm, dọc đường có vài mươi nơi ngập úng, đã lệnh cho nhanh chóng khơi thông đập đất nam, bắc. Còn đập đất Túc Thiên bị nước phá hỏng năm ngoái, cùng các nơi nứt vỡ, đều cần được xây sửa. Các huyện chứa nước, khơi 15 con ngòi, đặt 5 hàm động (cửa xả nước), xây 4 áp (tức thủy áp/đập có cửa cho thuyền bè qua lại), nhằm giãn bớt sức nước.” Việc đã xong, Mộng Lân lại tâu: “Đường sông Kinh Hà Kiều đi quan 4 châu huyện Đồng, Bái, Bi, Tuy, chia đặt 4 tấn ; nước Hoàng Hà từ Đinh Gia Lâu (không rõ) rót vào Tô Gia áp (không rõ), Kinh Hà Kiều nên nhận lấy xung lượng ấy, cần lệnh cho đắp tường ngăn. Vi Sơn hồ đến hạ du của Kinh Hà Kiều hà là Vương Mẫu sơn (không rõ), quanh co khúc khuỷu, hằng năm sau khi sương giáng cần lệnh cho khơi thông. Cư dân ở nơi khúc khuỷu đắp đập ngăn nước để bắt cá, ở bến đò xếp đá làm nơi đặt chân, đều ngăn trở đường sông, cần lệnh cho nghiêm cấm.” Càn Long mệnh cho làm theo lời bàn này.
Sơn Đông Tuần phủ Hạc Niên tâu các châu huyện Kim Hương, Ngư Đài, Tế Ninh (nay là khu Thị Trung) có nguy cơ ngập lụt, triều đình mệnh cho Cừu Viết Tu cùng Mộng Lân đi đo đạc, hai người hợp nhau dâng sớ nói: “Các huyện đã bị ngập đã lâu bởi nước của Vi Sơn hồ, nên tính đường chia giảm sức nước. Y Gia hà ở phía nam Hàn Trang áp (đông nam Vi Sơn hồ) đến Lương Vượng thành (không rõ) đổ vào, nay dồn ứ đã lâu, nên khơi thông để dẫn nước chứa rót sang phía đông.” Triều đình nghe theo. Lưỡng Giang Tổng đốc Doãn Kế Thiện cho rằng đổ nước vào Nghi Thủy gây hại, tâu xin dựng Hồ khẩu áp (áp đặt ở cửa hồ), triều đình mệnh cho Mộng Lân cùng triều thần chia nhau xử lý yêu cầu của ông ta; mọi người hợp nhau dâng sớ nói: “Nghi Thủy từ Lư khẩu (không rõ) rẽ nhánh, gây mất ruộng dân, ngăn trở Vận hà. Nên xây đập ngăn chặn, không cho đổ nước vào, sẽ không trở ngại đường vào Hoàng Hà rồi ra biển của các hồ Vi Sơn. Lục Đường hà nằm ở hạ du của Lạc Mã hồ, là yếu đạo thoát nước của Nghi Thủy, các sông của Túc Thiên, Đào Nguyên từ Thuật hà vào Liên Thủy rồi ra biển, đều nên đào khơi cho thông suốt. Gồm cả việc khơi cửa ra của Lục Đường hà, sao cho không còn cản trở. Đây là đáp ứng nhu cầu đại khái của Nghi Thủy vậy. Các sông của Hạ Ấp, Vĩnh Thành từ Tuy hà rót xuống Hồng Trạch hồ, rời Thanh khẩu(không rõ) gặp Hoàng Hà rồi ra biển. Gần năm nay đường sông phần nhiều dồn ứ, Đổng Gia câu (không rõ) các nơi rất nên gấp sửa sang, gồm cả việc khơi cửa ra của Hồng Trạch hồ. Thanh khẩu dồn nước vào 2 đập, theo đó nên trừ bỏ. Những cửa ngõ của Áp cũng nên mở rộng. Đây là đáp ứng nhu cầu đại khái của Tuy hà vậy.” Sớ dâng lên, đế cho là họ nắm rất vững yếu lĩnh. Vì thế Mộng Lân được điều sang bộ Hộ, tham gia trực tiếp vào việc trị thủy. Mùa đông, việc xong, Mộng Lân quay về kinh sư.
Năm thứ 23 (1758), Mộng Lân được điều về bộ Công, thự chức Hàn Lâm viện Chưởng viện Học sĩ. Không lâu sau, Mộng Lân do lao lực thành bệnh mà mất, thọ 31 tuổi.

## Sự nghiệp thơ ca
Trước tác đầu tiên Mộng Lân là Hành Dư đường thi, sau khi vào Hàn Lâm viện thì làm Hồng Lê trai tập, rồi đến Mộng Hỷ đường tập, tất cả được tập hợp và hiệu đính trong Đại Cốc sơn đường tập, có 6 quyển, 328 bài thơ, do Thẩm Đức Tiềm viết lời tự, xem bản không đầy đủ tại đây .
Trong lời tự, Thẩm Đức Tiềm nói: “Nhạc phủ đẻ ra người Hán, ngũ ngôn nuốt chửng Tuyển thể , ngay cả giáng cách cũng gần với Vương Vi , thất ngôn rầm rập hào sảng theo lối Thái Bạch (tức Lý Bạch), trầm uất đình trệ theo lối Thiếu Lăng (tức Đỗ Phủ), ly kì hùng vĩ theo lối Xương Lê (Hàn Dũ), cận thể (tức Đường luật) cũng không rơi xuống thấp hơn thời Đại Lịch .” Nhìn chung, Mộng Lân có phong cách đa dạng, sở trường cổ thể, VD: Lục triều tùng thạch ca, Đăng Thanh Lương sơn tuyệt đính triển thiếu phóng ca, Yết đại miếu, Minh đường, Độ Giang vọng Kim Sơn phóng ca, Mộng du Phiếu Miểu phong ca, Đăng Trường Kiền phù đồ tuyệt đính phóng ca,... nhưng cận thể cũng có bài hay, VD: Tiểu quỹ tiêu dăng luận cẩn Man sư xuất nhất thủ có câu: (dịch âm) “Nhật xuất đại kỳ cao, sương đằng vạn mã hào. Lôi đình triêu phục lũy, cổ giác họa minh đao.” Tự mã thượng vọng Bàn sơn: (dịch âm) “Tích khí bàn không thự sắc khai, đan bình thúy cái uất thôi ngôi. Long quy vụ thất đông cam giản, phong khởi lôi bôn vũ kiếm thai. Bán lĩnh bạch phong vân tự đái, thượng phương mặc điểm hải như bôi. Huyền tri tuyệt đính bế quan khách, mục cực kiền sao phất địa lai.”
Về nội dung, Mộng Lân có chủ đề phong phú: tống biệt, VD: Tống Hà Tây Lam xuất thủ Lương Châu; tự sự, VD: Viên cư hạ dạ, Xí dụ ca,... tả cảnh, VD: Du đài hành, Tòng yết Cảnh lăng, Thang Âm nhạc Trung Vũ từ, Đăng Yến Tử ki khoáng vọng Đại Giang,... Nhưng thành tựu đáng kể nhất của Mộng Lân lại thuộc về những bài thơ có chủ đề “thủy tai”, trong giai đoạn vài năm ngắn ngủi ông nhận trách nhiệm đốc biện trị thủy cho đến khi mất.
Mộng Lân sinh ra trong một gia đình quan hoạn trung lưu, bản thân lại thiếu niên đắc chí, hoạn lộ hanh thông: sớm đỗ đạt, thăng tiến đều đặn và giành được chính tích đáng kể (là người Mông Cổ lại được làm quan khảo thí ở bên ngoài Bắc Kinh, lại là khu vực có trình độ học vấn khá cao như Giang Nam); vì thế tác phẩm của ông trong giai đoạn đầu (thực ra là phần lớn cuộc đời, vì ông mất sớm) không có nhiều ý nghĩa hiện thực. Trên bước đường bôn ba trị thủy, tư tưởng và nội hàm của Mộng Lân thay đổi mạnh mẽ, đặc biệt là những bài thơ sử dụng thủ pháp bạch miêu, vừa đơn giản vừa chân thật, phục dựng thảm trạng nhà tan người mất trong thiên tai ngay trước mắt người đọc. VD: Dư nhân khốc (Người khiêng kiệu khóc) có câu: (dịch nghĩa) “Ra cửa chẳng mấy ngày, nghe nói nhà gặp lũ, vợ chìm trong tiếng nước, lăn lộn theo con sóng, vốn có nửa gian nhà, đến nay ngập trong bùn.” Thấm hà trướng (Sông Thấm dâng) có câu: (dịch nghĩa) “Nhà đông dắt con thơ, nhà tây gọi cha mẹ. Hoang mang chưa biết ý trời đất, chồng nắm tay (áo) vợ, dắt xiêm (áo) con. Nghe tin Trạch Châu nước lớn thêm, mịt mù mưa to trút suốt đêm. Nhà thôn Thấm Nguyên vài ngàn căn, mười chỗ gặp nước chết mất năm. Giờ thấy thây nổi dọc bờ đê, nửa ngày đã thấy vài người (trôi) qua.” Ngao Dương dạ đại phong tuyết ca (Bài ca gió tuyết lớn trong đêm ở Ngao Dương ) có câu: (dịch nghĩa) “Than ôi! Người khóc còn có dừng, người không có áo làm sao sống? Anh chẳng thấy, đông huyện Đồng Sơn 40 dặm, đắp đê 10 ngày mới ngoi lên. Kêu gọi đinh tráng cùng chung sức, nếu may một ngày (làm được) thước hay chỉ (tám tấc). Tay cóng chân rét kêu không xiết, mắt thấy ngàn thợ muôn thợ chết. Tôi xin thiên thần mong thần bỏ (qua), gió này chớ gặp nước Hoàng Hà. Ô hô! Gió này chớ gặp nước Hoàng Hà!”